# Щавель воробьиный
Щаве́ль воробьи́ный, или Щавелёк, или Щаве́ль ма́лый (лат. Rúmex acetosélla) — вид цветковых растений рода Щавель (Rumex) семейства Гречишные (Polygonaceae).

## История
Древнейшие ископаемые остатки вида датируются бореальным/атлантическим периодом, они были обнаружены в 1931 году в Мосбурге (Федерзее).
Впервые в литературе вид был упомянут в 1592 году Иоганном Баугином. Кроме того, в XVI веку относятся экземпляры этого растения, собранные Иеронимом Гардером (нем. Hieronymus Harder).

## Ботаническое описание

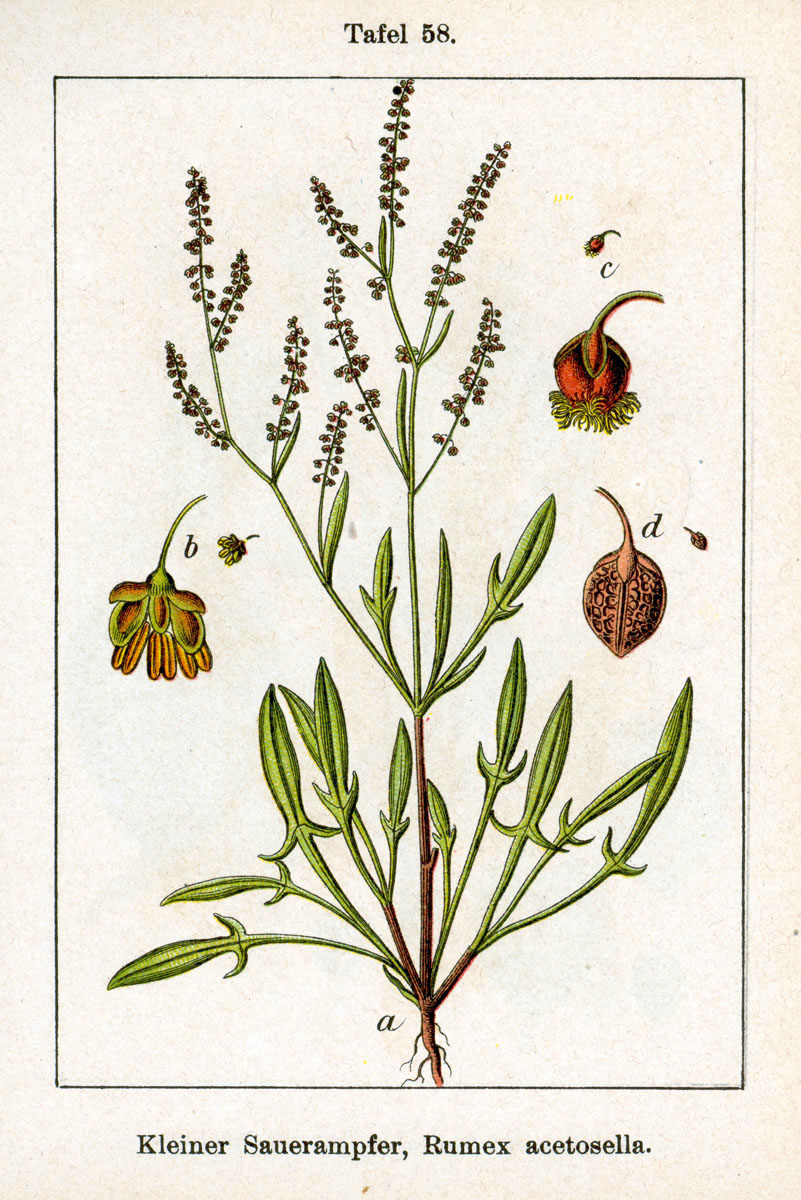
Щавель воробьиный (Rumex acetosella).

### Вегетативные органы
Многолетнее травянистое растение высотой 10—40 см. От корневища, как правило, отходит несколько стеблей, которые могут быть как прямостоячими, так и изогнутыми. В нижней части стебля ветвления не происходит, стебель ветвится в своей верхней части красноватыми веточками.
Листья могут очень различаться, как по размеру (от 1,5 до 5 см), так и по форме, соотношение между длиной и шириной листа составляет примерно 3 : 8. Листья на длинных черешках находятся выше середины стебля. Базальные (прикорневые) листья обычно имеют чётко различимую копьевидную форму с двумя горизонтально отходящими долями, в то время как стеблевые листья нередко усечённой формы. У копьевидных листьев средняя доля ланцетная, часто заострённая, но не яйцевидная. Как и у всех гречишных, имеется раструб.

### Генеративные органы
С мая по июль щавель воробьиный выпускает соцветия-метёлки с многочисленными прямостоячими или чуть изогнутыми, чуть ветвящимися боковыми ветвями. Цветки, как правило, однополые и очень редко бывают двуполыми. Мужские цветки жёлто-зелёные, женские — красноватые. Обычно мужские и женские цветки находятся на разных растениях.
Покрывала не крупнее или чуть-чуть больше плодов и не срастаются с ними. Покрывала снабжены жилками. Плоды — блестящие тёмно-коричневые орешки 1,3—1,5 мм длиной, длина всегда превышает ширину. Созревание плодов начинается с конца июня.

## Распространение и экология
Щавель воробьиный встречается на большей части Европы. Южная граница ареала — Крит, северная — мыс Нордкап. На востоке вид произрастает по всей Сибири до Маньчжурии и Японии. Также обнаружен в горах Атлас, в Юго-Западной и Центральной Азии, северо-востоке Малой Азии. Считается, что в Северном полушарии этот вид является акклиматизированным, однако в 1992 году было показано, что щавель воробьиный, похоже, является коренным растением Британских островов. В США вид завезён искусственно (неофит), там он является инвазивным видом и злостным сорняком. В США этот вид особенно сильно засоряет посадки голубики, так как предпочитает те же условия, что и она. Сложность его искоренения состоит в том, что щавель воробьиный способен размножаться фрагментами корневища (вегетативное размножение). Также фермеры по его наличию определяют кислотность почвы. Также на территории Северной Америки он произрастает в лесах, на лугах и полях.
Щавель воробьиный предпочитает бедные питательными веществами, рыхлые, кислые почвы. Растёт на песчаных лугах, каменистых поверхностях. В Альпах встречается на высотах до 1500 м над уровнем моря. Отдаёт предпочтение влажным почвам, поэтому выживает в поймах рек и вблизи болот.
Щавель воробьиный является растением-хозяином для гусениц бабочки Червонец пятнистый (Lycaena phlaeas).
Весьма интенсивно размножается корневищами и корневыми отпрысками. Одно растение продуцирует до 1000 семян, которые характеризуются высокой (до 100 %) всхожестью и способностью до 40 лет сохранять всхожесть находясь в глубоких слоях почвы. Семена в значительной степени сохраняют всхожесть после прохождения через пищеварительный тракт животных.

## Химический состав
Щавель воробьный содержит бета-каротин, винную кислоту, щавелевую кислоту и оксалаты, антрахиноны (хризофанол, эмодин, реин), а также гликозиды, например, гиперозид и квертицин-3-D-галактозид.

## Определение пола
У щавеля воробьиного механизм определения пола интересен тем, что Y-хромосома неактивна, пол определяется соотношением аутосом и Х-хромосом.

## Значение и применение
Поедается всеми видами сельскохозяйственных животных. Лучше всего поедается овцами и свиньями, крупный рогатый скот поедает обычно плохо, реже удовлетворительно. Семена хорошо поедаются домашней птицей. В виде примеси к другим травам и в малом количестве охотно поедается северным оленем (Rangifer tarandus).
Из-за богатства щавелевой кислотой при поедании более или менее значительных количеств зелёной массы может обуславливать отравление животных. Зафиксированы случаи отравления овец и лошадей. Симптомы отравления: отказ от корма, отсутствие жвачки, слюнотечение, поносы, колики и сильная слабость.
Благодаря широкой экологической вариабельности щавель воробьиный может заселять, хотя бы на время, новые, изменённые человеком ландшафты. Растение переносит двойной покос в июне и обладает лишь слабой чувствительностью к пожарам.
Иногда щавель воробьиный используется в кулинарии в качестве гарнира, для придания блюду вкуса и аромата, как салатная зелень и в качестве свёртывающего агента для приготовления сыра. Листья горькие на вкус, но обладают сильным лимонным ароматом.

## Классификация

### Таксономия
- Rumex acetosella L., 1753, Species Plantarum 2

Вид Щавель малый включается род Щавель (Rumex) семейства Гречишные (Polygonaceae) порядка Гвоздичноцветные (Caryophyllales) последовательно входящего в клады Суперастериды → Эвдикоты → Цветковые растения. Таксономическая схема в соответствии с Системой APG IV по состоянию на декабрь 2023 года:
|  |                          |  |                                   |                                   |                     |  | еще 40 семейств | еще 40 семейств |                  |  |                         |  | еще 151 подтвержденныйх видов и 494 вида в статусе "неподтвержденных" | еще 151 подтвержденныйх видов и 494 вида в статусе "неподтвержденных" |  |
|  |                          |  |                                   |                                   |                     |  | еще 40 семейств | еще 40 семейств |                  |  |                         |  | еще 151 подтвержденныйх видов и 494 вида в статусе "неподтвержденных" | еще 151 подтвержденныйх видов и 494 вида в статусе "неподтвержденных" |  |
|  |                          |  |                                   | порядок Гвоздичноцветные          |                     |  |                 |                 | род Щавель       |  |                         |  |                                                                       |                                                                       |  |
|  |                          |  |                                   | порядок Гвоздичноцветные          |                     |  |                 |                 | род Щавель       |  | 3 внутривидовых таксона |  |                                                                       |                                                                       |  |
|  | клада Цветковые растения |  |                                   |                                   | семейство Гречишные |  |                 |                 | вид Щавель малый |  |                         |  |                                                                       |                                                                       |  |
|  | клада Цветковые растения |  |                                   |                                   |                     |  |                 |                 |                  |  |                         |  |                                                                       |                                                                       |  |
|  |                          |  | ещё 63 порядка цветковых растений | ещё 63 порядка цветковых растений |                     |  |                 | еще 60 родов    | еще 60 родов     |  |                         |  |                                                                       |                                                                       |  |
|  |                          |  |                                   | ещё 63 порядка цветковых растений |                     |  |                 |                 | еще 60 родов     |  |                         |  |                                                                       |                                                                       |  |

### Внутривидовые таксоны
- Rumex acetosella subsp. acetoselloides (Bal.) Den Nijs
- Rumex acetosella subsp. angiocarpus (Murb.) Murb.
- Rumex acetosella subsp. pyrenaicus (Pourr. ex Lapeyr.) Akeroyd

### Синонимы
- Acetosa acetosella Mill.
- Acetosa arvensis Friche-Joset & Montandon
- Acetosa hastata Moench
- Acetosa multifida Chaz.
- Acetosa parva Gilib.
- Acetosa repens Gray
- Acetosa sterilis Mill.
- Acetosella acetosella (L.) Small
- Acetosella multifida (L.) Á.Löve
- Acetosella multifida subsp. angiocarpa (Murb.) Kubát
- Acetosella multifida subsp. australis (Willk.) Kubát
- Acetosella multifida subsp. tenuifolia (Wallr.) Kubát
- Acetosella multifida subsp. vulgaris (W.D.J.Koch) Kubát
- Acetosella tenuifolia (Wallr.) Á.Löve
- Acetosella vulgaris Fourr.
- Acetosella vulgaris f. integrifolia (Wallr.) Dostál
- Acetosella vulgaris f. multifida (L.) Dostál
- Lapathum arvense Lam.
- Rumex acetosella f. acetosella
- Rumex acetosella subsp. acetosella
- Rumex acetosella subsp. tenuifolius O.Schwarz
- Rumex acetosella var. acetosella
- Rumex acetosella var. multifidus (L.) DC.
- Rumex acetosella var. tenuifolius Wallr.
- Rumex acetosella var. vulgaris W.D.J.Koch
- Rumex arvensis Dulac
- Rumex fascilobus Klokov
- Rumex multifidus L.
- Rumex tenuifolius (Wallr.) Á.Löve